# Língua maranao
Maranao (mәranaw|Maranao}} Mëranaw) é uma língua austronésia falada pela etnia Maranao  das províncias Lanao del Norte e Lanao del Sur, nas Filipinas, e por poucos, em Sabah, Malásia.

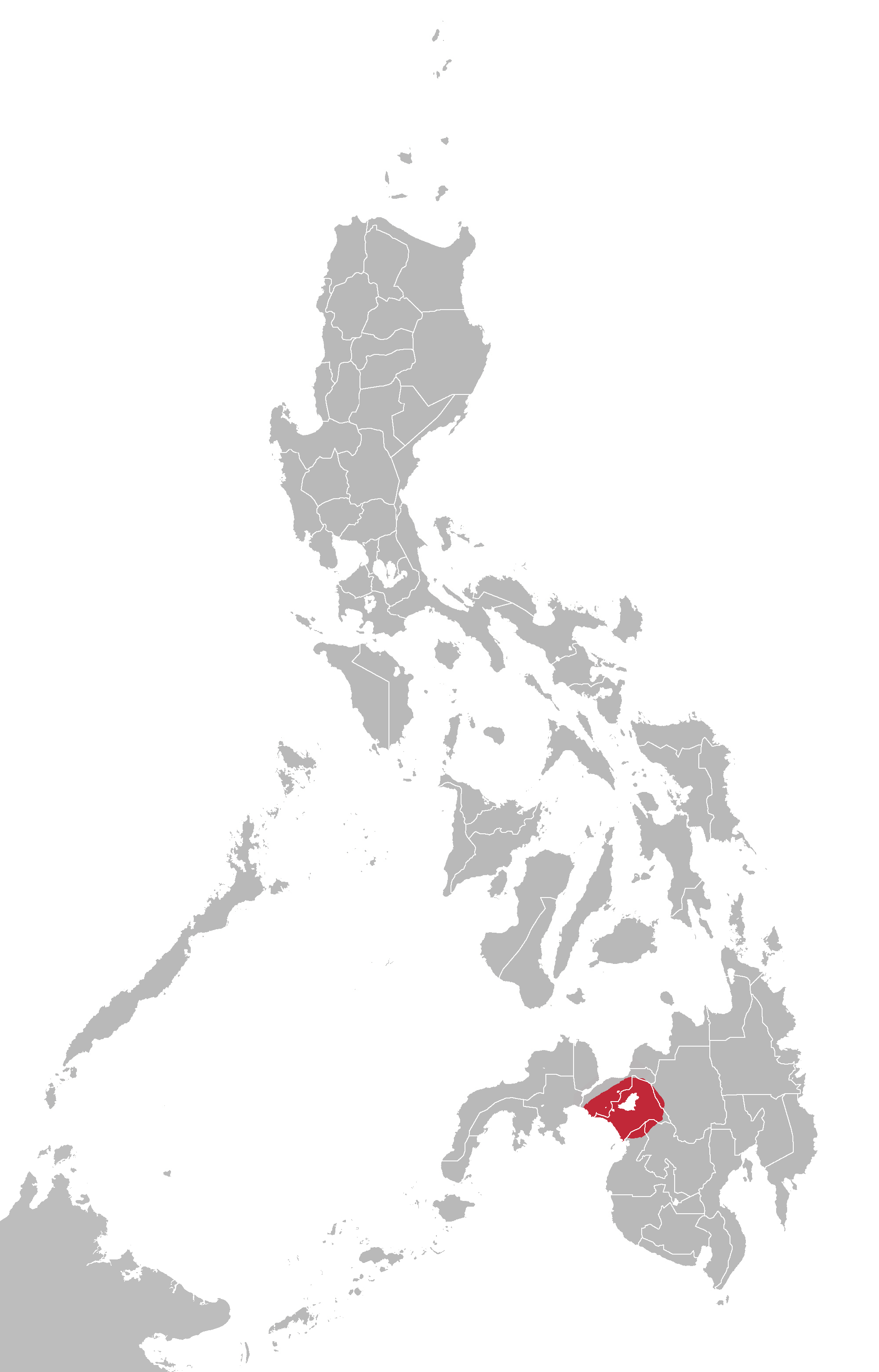
Localização da língua maranao)

## Fonologia
A seguir vemos o inventário de sons do Maranao incluindo características fonéticas especiais.

### Vogais
|         | Anterior | Central | Posterior |
| ------- | -------- | ------- | --------- |
| Fechada | ɪ        |         | u         |
| Média   |          | ə       | o         |
| Aberta  |          | a       |           |

### Consoantes
|                |                | Bilabial | Dental | Alveolar | Palatal | Velar | Glotal |
| -------------- | -------------- | -------- | ------ | -------- | ------- | ----- | ------ |
| Nasal oclusiva | Nasal oclusiva | m        |        | n        |         | ŋ     |        |
| Plosiva        | Surda          |          |        |          |         |       | ʔ      |
| Plosiva        | Sonora         | b        |        | d        |         | ɡ     |        |
| Fricativa      | Fricativa      |          |        |          |         | (h)   |        |
| Vibrante       | Vibrante       |          |        | ɾ        |         |       |        |
| Lateral        | Lateral        |          |        | l        |         |       |        |
| Aproximante    | Aproximante    | w        |        |          | j       |       |        |

#### Fricativa velar [h]
Conforme Lobel (2013), [h] somente ocorre em palavras em poucas palavras oriundas  dalíngua malaia:
- tohan 'Deus'
- tahon 'signo astrológico'
- hadapan 'diante (de Deus)'

#### Alongamente de consoante
As consoantes podem ser também pronunciadas mais longas se precedida por um schwa ə. Porém, esse processo não é uma forma de geminação, já que o alongamento em Mëranao não é distintivo como em outras Línguas filipinas como em Ilokano ou em Ibanag. Alguns  exemplos são:
- tepad [təpːad] 'descer  de um veículo'
- tekaw [təkːaw] 'supreso, estupefato'